# Schaephuysen

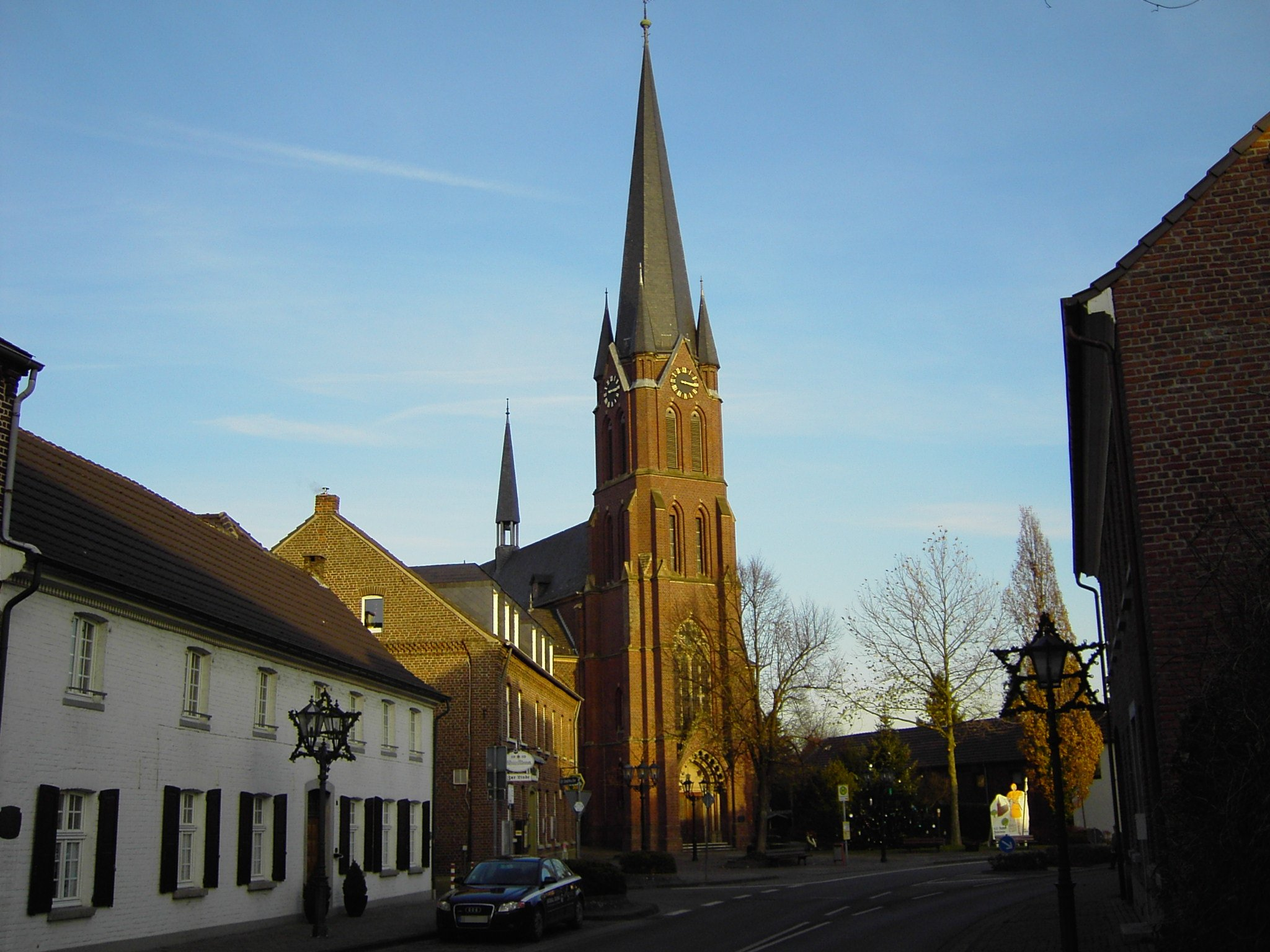
De Sint-Hubertuskerk in Schaephuysen

Schaephuysen is een dorp en voormalige gemeente in Kreis Kleve in Noordrijn-Westfalen. De plaats is sinds 1 Juli 1969 een Ortsteil van de gemeente Rheurdt. 
Beide plaatsen maakten in de geschiedenis onderdeel uit van Opper-Gelre en dus van de Nederlanden. 
Naar dit dorp is het Schaephuysense Heuvelland genoemd. Dit heuvelland maakt in bredere zin deel uit van de Nederrijnse Heuvelrug.
Tot het stadsdeel Schaephuysen behoren ook de dorpen Lind en Finkenberg. 
In het dorp bevindt zich de uit 1896 stammende Sint-Hubertuskerk, gebouwd in de stijl van de neogotiek